# シディクール・ラーマン
シディクール・ラーマン（ベンガル語: মোহাম্মদ সিদ্দিকুর রহমান、Siddiqur Rahman、1984年11月20日 - ）はバングラデシュの男子ゴルファー。
1994年にダッカのクルミトラ・ゴルフクラブでスラムで生活する家族を養うためにボールボーイの仕事に就いた。
1999年に施設がプレーの許可を下したために、キャディーやボールボーイの仕事と並行してゴルフを始めた。
2005年にプロ転向。2010年にブルネイオープンで優勝し、アジアンツアー初優勝を飾った。